# Gift Leremi
Gift Mpho Leremi (Soweto, 13 ottobre 1984 – 3 settembre 2007) è stato un calciatore sudafricano, di ruolo difensore.

## Palmarès

### Club

#### Competizioni nazionali
- Campionato sudafricano: 1

Orlando Pirates: 2002-2003